# Зандин, Николай Григорьевич
Николай Григорьевич За́ндин (1911—1991) — советский конструктор оптических, оптико-электронных и электронно-оптических приборов.

## Биография
Окончил Ленинградский инженерный институт механизации сельского хозяйства - ЛИИМСХ (1936).
С 1937 года работал в ГОИ: конструктор, главный конструктор и начальник КБ (с 1951 года), заместитель директора по проектированию (1956—1971).
Конструктор электронного микроскопа ЭМ-3 (1947), электронографа ЭМ-6 (1949), приборов для контроля качества варки оптического стекла (1941—1945), спектральных приборов для 6-метрового телескопа БТА (1976).
В 1989 г. написал книгу «Конструкторская служба ГОИ».

## Награды и премии
- Сталинская премия второй степени (1947) — за создание отечественного образца электронного микроскопа
- заслуженный изобретатель РСФСР (1982).
- орден «Знак Почёта» (1961).